# آدمتوس
آدمتوس(به یونانی: æd 'mi: təs)، در اسطوره‌های یونان، پادشاه فرای در تسالی است.
پسر فرس بود و به عدالت‌ورزی شهرت داشت، تا جایی که چون آپولون از سوی زئوس به یک سال بردگی بر روی زمین محکوم شد، نزد آدمتوس رفت و آپولون در عوض خدمت آدمتوس، او را در اجرای شرط ازدواج آلکستیس که بستن شیر و گراز به ارابه بود، یاری داد. اما آدمتوس فراموش کرد به درگاه آرتمیس سپاسگزاری کند و حجله خود را پر از مار یافت. 
در جوانی به بستر مرگ افتاد، در روزی که برای مرگ وی تعیین شده بود، هیچ‌کس حاضر نشد بلاگردان او بشود و فقط همسر او به این فداکاری رضایت داد و حاضر شد به جای او بمیرد تا آدمتوس جاودانه شود، اما 
هراکلس که مهمان آدمتوس بود با مرگ جنگید و دورش کرد و آلکستیس زنده ماند.